# Karl Emil Krummacher

Karl Krummacher (1898)

Karl Emil Krummacher (* 8. Juli 1830 in Langenberg (Rheinland) (heute zu Velbert); † 28. Februar 1899 in Elberfeld (heute zu Wuppertal)) war ein reformierter Theologe.
Karl Emil Krummacher war der Sohn des Emil Wilhelm Krummacher und der jüngere Bruder von Hermann Friedrich Krummacher und wurde nach dem Studium der Theologie Pfarrer und Superintendent in Elberfeld, zugleich Präses des Deutschen Evangelischen Jünglingsbundes (heute CVJM) und Präses des Westdeutschen Jünglingsbundes (heute CVJM-Westbund).

## Werke
- Lebensbilder von Freunden und Förderern evangelischer Jünglingsvereine, 1882
- Die evangelischen Jünglingsvereine (Christlichen Vereine junger Männer) und die verwandten Bestrebungen, 2. Aufl. 1895